# Egon Günther

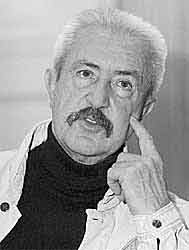
Egon Günther (1988)

Egon Günther (* 30. März 1927 in Schneeberg (Erzgebirge); † 31. August 2017 in Potsdam) war ein deutscher Filmregisseur und Schriftsteller.

## Leben
Egon Günther stammte aus einer Arbeiterfamilie. Er absolvierte eine Lehre als Schlosser und arbeitete anschließend als technischer Zeichner in einem Konstruktionsbüro. 1944/45 nahm Günther als Soldat der Wehrmacht am Zweiten Weltkrieg teil und geriet in den Niederlanden in Kriegsgefangenschaft, aus der ihm die Flucht gelang. Nach Kriegsende arbeitete er anfangs als Neulehrer in der Sowjetischen Besatzungszone. Von 1948 bis 1951 folgte ein Studium der Pädagogik, Germanistik und Philosophie an der Karl-Marx-Universität Leipzig; anschließend war er wieder als Lehrer tätig. 1952 wurde sein Sohn Thomas geboren, der nach Repressalien in der DDR als Lyriker hervortrat und nach der Wende in Berlin als Kunsthändler und Verleger tätig war – gestorben 2018. Später folgte ein Wechsel ins Verlagswesen. Dort wurde er Lektor beim Mitteldeutschen Verlag in Halle/Saale. Ab 1958 war er als Dramaturg, Szenarist und Regisseur für das
Filmstudio Babelsberg der DEFA tätig; ab 1961 lebte er als freier Schriftsteller und Regisseur in Potsdam-Babelsberg.
Seit den Sechzigerjahren trat das schriftstellerische Werk Günthers, der seit 1953 Erzählungen und Romane veröffentlicht hatte, gegenüber der Arbeit für Film und Fernsehen in den Hintergrund. Günther verfasste eine Reihe von Drehbüchern und führte ab 1961 auch selbst Regie bei Spielfilmproduktionen der DEFA. Bereits seit dem Verbot der Satire Wenn du groß bist, lieber Adam im Jahre 1965 hatte der Regisseur bei der Verfilmung von Gegenwartsstoffen immer wieder Probleme mit der DDR-Zensur; andererseits waren seine Literaturverfilmungen große Erfolge. Seine Mitarbeit am Drehbuch „Chingachgook, die große Schlange“ blieb ungenannt, lediglich als Autor der (im Film nicht verwendeten) Liedtexte tauchte er auf der Schallplatte auf. Er verfasste auch den Text des Weihnachtsliedes „Sterne über stillen Straßen“. Ab 1965 arbeitete er mit der Schriftstellerin und Drehbuchautorin Helga Schütz zusammen, mit der ihn auch eine private Beziehung verband.
Eine besonders produktive Arbeitsbeziehung mit der Schauspielerin Jutta Hoffmann prägte von 1969 bis 1978 sechs große Kino- und Fernsehfilme Egon Günthers. Als ihm 1978 die angeblich nichtrealistische Bildsprache seines Films Ursula zum Vorwurf gemacht wurde, reagierte Günther mit dem Austritt aus dem Verband der Film- und Fernsehschaffenden der DDR. Er verließ das Land (behielt jedoch den DDR-Pass) und arbeitete in den folgenden Jahren nur noch an westdeutschen Film- und Fernsehproduktionen mit. Erst 1990 kehrte er in die DDR zurück. Auch nach der Wiedervereinigung drehte er eine Reihe von Spielfilmen, von denen vor allem Die Braut, die Geschichte von Goethes Geliebter und späterer Ehefrau Christiane Vulpius, Aufsehen erregte. Daneben wirkte Günther wieder als Dozent an der Filmhochschule Potsdam-Babelsberg. Er lebte zuletzt mit seiner dritten Ehefrau und seiner Tochter in Groß Glienicke.
Anlässlich einer Vorführung der gleichnamigen Verfilmung des Romans Junge Frau von 1914 von Arnold Zweig im Kino Tilsiter Lichtspiele am 16. Juli 2009 waren der Regisseur Egon Günther und die Schauspielerin Inge Keller zu einer Lesung eingeladen.

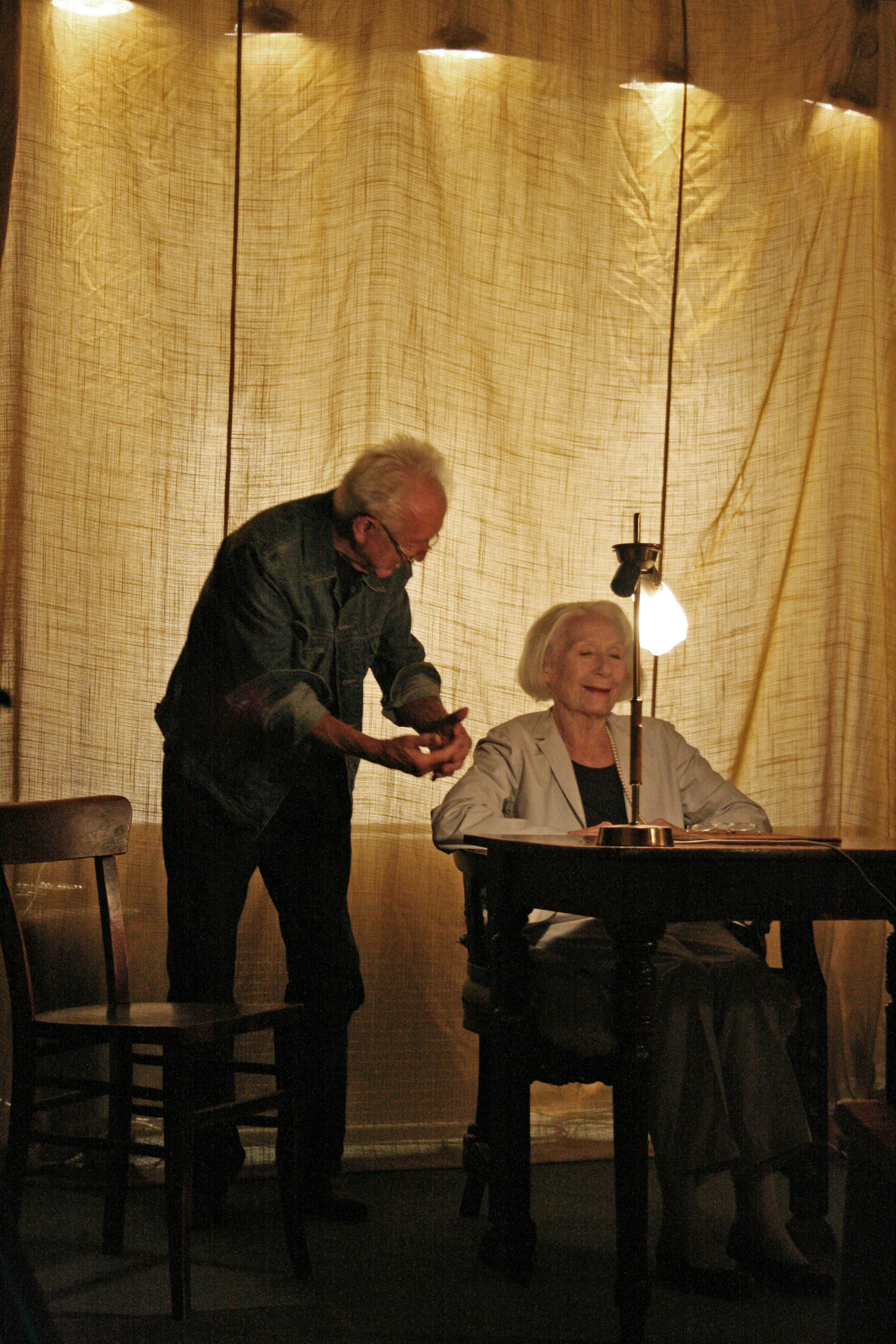
Egon Günther bei einer Lesung mit Inge Keller im Kino Tilsiter Lichtspiele (2009)

Egon Günther war Mitglied der SED und des Schriftstellerverbandes der DDR. 2014 wurde er mit einem Stern auf dem Boulevard der Stars in Berlin geehrt.

## Auszeichnungen
- 1971 – Nationalpreis 3. Klasse für seine Leistungen als Regisseur in Film und Fernsehen
- 1972 – Hauptpreis des Internationalen Filmfestivals von Karlovy Vary für den Film Der Dritte
- 1972 – Silbernen Löwen von San Marco für den Film Der Dritte
- 1974 – Fernsehfilmpreis der Deutschen Akademie der Darstellenden Künste für die beste Gesamtleistung in Erziehung vor Verdun (gemeinsam mit seinem Team)
- 1983 – Ehrende Anerkennung beim Adolf-Grimme-Preis für Exil (zusammen mit Robert Muller und Gérard Vandenberg)
- 1993 – Sonderpreis des Kultusministers von Nordrhein-Westfalen beim Adolf-Grimme-Preis für Lenz
- 1999 – Ehrenpreis des Deutschen Filmpreises in Gold für sein Gesamtwerk
- 2002 – Preis für die Verdienste um den deutschen Film der DEFA-Stiftung
- 2016 – Ehrenbürgerschaft der Stadt Schneeberg, durch den Tod 2017 beendet.

## Belletristische Werke
- Till, Halle (Saale) 1953
- Die Maurerklasse 3c, Leipzig 1954 (zusammen mit Werner Persicke)
- Flandrisches Finale, Halle (Saale) 1955
- Fünf Spiele nach den Gebrüdern Grimm, Leipzig 1955
- Die Zukunft sitzt am Tische, Halle (Saale) 1955 (zusammen mit Reiner Kunze)
- Die Abenteuer des tapferen Schneiderleins, Leipzig 1957
- Dem Erdboden gleich, Halle/Saale 1957
- Das gekaufte Mädchen, Leipzig 1957
- Der kretische Krieg, Halle (Saale) 1957
- Die schwarze Limousine, Berlin 1963
- Schießen Sie nicht!, Berlin 1964
- Kampfregel, Berlin 1970
- Rückkehr aus großer Entfernung, Berlin 1970
- Die merkwürdigen Umstände der Marquise von O, Berlin 1972
- Einmal Karthago und zurück, Berlin [u. a.] 1974
- Reitschule, Berlin [u. a.] 1981
- Der Pirat, Berlin [u. a.] 1988
- Rosamunde (= Bastei-Lübbe-Taschenbuch, Band 13279, Allgemeine Reihe), Lübbe, Bergisch Gladbach 1990, ISBN 3-404-13279-3.
- Palazzo Vendramin,  Richard Wagners letzte Liebe, Roman,  Gustav Lübbe, Bergisch Gladbach 1993, ISBN 3-7857-0688-X.
- Die Braut (= Aufbau-Taschenbücher, Band 1547), Aufbau, Berlin 1999, ISBN 3-7466-1547-X.
- Richard Wagners letzte Liebe, Roman (=  Aufbau-Taschenbücher, 1692), Aufbau, Berlin ISBN 3-7466-1692-1.

## Bearbeitungen
- Erwin F. Albrecht: Die Löwen der Cyrenaika, Leipzig 1954
- Yü-hsiang Ch'ao: Zwei Standpunkte, Leipzig 1959
- Klaus Günther: Die Fahne, Leipzig 1954
- Peter Karvaš: Menschen unserer Straße, Halle (Saale) 1953
- Igor V. Lukovskij: Der dreifache Knoten, Leipzig 1955
- Albert Maltz: Die Wahl, Leipzig 1954
- Martin Selber: Das Trommelmädchen, Leipzig 1955
- Isidor Stok: Die Teufelsmühle, Leipzig 1957
- Iwan Turgenew: Geldmangel, Leipzig 1954
- Aleksandr W. Uljaninski: Ein entscheidender Tag, Leipzig 1959
- Aleksandr W. Uljaninski: Urlaub, Leipzig 1954
- Vom bösen Wolf, vom Froschkönig, einem Märchenbuch und anderen seltsamen Dingen, Leipzig 1954

## Filmografie
- 1961: Der Fremde (Drehbuch)
- 1961: Das Kleid (zusammen mit Konrad Petzold)
- 1963: Jetzt und in der Stunde meines Todes (Drehbuch)
- 1964: Alaskafüchse (Drehbuch)
- 1965: Lots Weib
- 1965: Wenn du groß bist, lieber Adam
- 1968: Abschied
- 1970: Junge Frau von 1914 (Fernsehfilm)
- 1971: Der Dritte
- 1971: Anlauf (Fernsehfilm)
- 1973: Erziehung vor Verdun (Fernsehfilm)
- 1974: Die Schlüssel
- 1975: Lotte in Weimar
- 1976: Die Leiden des jungen Werthers
- 1978: Ursula (TV)
- 1978: Weimar, du Wunderbare
- 1979: Blauvogel (als Darsteller)
- 1980: Exil
- 1981: Euch darf ich’s wohl gestehen
- 1983: Die Krimistunde (Fernsehserie, Folge 4 u. 6)
- 1983: Morenga
- 1983: Hanna von acht bis acht
- 1984: Mamas Geburtstag
- 1985: Die letzte Rolle
- 1988: Heimatmuseum
- 1988: Rosamunde
- 1991: Stein
- 1992: Lenz
- 1999: Else
- 1999: Die Braut